# Clark Griffith
Clark Calvin Griffith, soprannominato "The Old Fox" (Clear Creek, 20 novembre 1869 – Washington, 27 ottobre 1955), è stato un giocatore di baseball e allenatore di baseball statunitense che giocato nel ruolo di lanciatore nella Major League Baseball (MLB). È stato introdotto nella National Baseball Hall of Fame nel 1946.

## Carriera
Griffith iniziò la sua carriera nella MLB con i St. Louis Browns (1891), dopo di che giocò con i Boston Reds (1891) e i Chicago Colts/Orphans (1893–1900). Successivamente occupò il doppio ruolo di giocatore e manager per i Chicago White Stockings (1901–1902) e i New York Highlanders (1903–1907).
Griffith si ritirò come giocatore a tempo pieno nella stagione 1907, Rimase il manager degli Highlanders nel 1908. Allenò poi i Cincinnati Reds (1909–1911) e i Washington Senators (1912–1920), scendendo in campo occasionalmente come giocatore come entrambe le squadre. Fu inoltre il proprietario dei Senators dal 1920 fino alla sua morte nel 1955. Conosciuto a volte per essere un dirigente parsimonioso, Griffith è anche ricordato per avere attirato talenti dalla National League per giocare per i Senators nei primi anni dell'American League. 

## Record come manager
| Squadra              | Da     | A      | Record | Record | Record |
| Squadra              | Da     | A      | V      | S      | %      |
| -------------------- | ------ | ------ | ------ | ------ | ------ |
| Chicago White Sox    | 1901   | 1902   | 157    | 113    | .581   |
| New York Highlanders | 1903   | 1908   | 419    | 370    | .531   |
| Cincinnati Reds      | 1909   | 1911   | 222    | 238    | .483   |
| Washington Senators  | 1912   | 1920   | 693    | 646    | .518   |
| Totale               | Totale | Totale | 1491   | 1367   | .522   |
| Note:                |        |        |        |        |        |